# Ziyun
För andra betydelser, se Ziyun (olika betydelser).
Ziyun, tidigare stavat Tzeyün, är ett autonomt härad för miao- och bouyei-folken i Anshuns stad på prefekturnivå i provinsen Guizhou i sydvästra Kina.
Ziyun är indelat i nio köpingar och två socknar.
Köpingar (zhen):

- Bandang (板当镇)
- Bayang (坝羊镇)
- Daying (大营镇)
- Getuhe (格凸河镇)
- Houchang (猴场镇)
- Huohua (火花镇)
- Maoying (猫营镇)
- Songshan (松山镇)
- Zongdi (宗地镇)

Socknar (xiang):

- Baishiyan (白石岩乡)
- Sidazhai (四大寨乡)